# Кошелева (деревня)
Кошелева — деревня в Заводоуковском районе Тюменской области. В рамках организации местного самоуправления находится в Заводоуковском городском округе.

## История
До 1917 года в составе Ново-Заимской волости Ялуторовского уезда Тобольской губернии. По данным на 1926 год состояла из 107 хозяйств. В административном отношении входила в состав Новозаимского сельсовета Новозаимского района Тюменского округа Уральской области.

## Население
| 2010 |
| ---- |
| 109  |

По данным переписи 1926 года в деревне проживало 534 человека (259 мужчин и 275 женщин), в том числе: русские составляли 100 % населения.